# Rawa Buaya
Rawa Buaya is een kelurahan in het onderdistrict Cengkareng in het westen van Jakarta, Indonesië. Rawa Buaya telt 71.231 inwoners (volkstelling 2010).